# Zisterzienserinnenkloster Sacramento (Boadilla)
Das Zisterzienserinnenkloster Sacramento ist seit 1615 ein Kloster der Zisterzienserinnen zuerst in Madrid, seit 1972 in Boadilla del Monte, Autonome Gemeinschaft Madrid in Spanien.

## Geschichte
Ein Günstling König Philipps III. von Spanien stiftete 1615 in Madrid (Calle del Sacramento 7) das Zisterzienserinnenkloster vom Allerheiligsten Sakrament (del Santísimo Sacramento), dem von 1671 bis 1744 die Iglesia del Sacramento hinzugebaut wurde. 1972 wechselte der Konvent in einen Klosterneubau 15 Kilometer westlich Madrid in Boadillo del Monte auf dem Hügel Cerro del Mosquito (Calle Juan Sebastián Elcano, 920). 